# ドミニカン大学
ドミニカン大学 (Dominican University) はアメリカ合衆国イリノイ州リバーフォレストにある大学である。1997年にロサリー大学 (Rosary College) から、現在の大学名に改名された。